# جوش شابمان
جوش شابمان (بالإنجليزية: Josh Chapman)‏ هو لاعب كرة قدم أمريكية أمريكي، ولد في 10 يونيو 1989 في هوفر في الولايات المتحدة.

## وصلات خارجية
- جوش شابمان على موقع إي إس بي إن.كوم (أن.أف.أل)3
- جوش شابمان على موقع مرجع كرة القدم المحترفة.كوم (الإنجليزية)